# Бестужев, Александр Александрович
Алекса́ндр Алекса́ндрович Бесту́жев, также известный под псевдонимом Марли́нский (23 октября [3 ноября] 1797, Санкт-Петербург — 7 [19] июня 1837, форт Святого Духа, ныне микрорайон Адлер города Сочи) — русский писатель

-байронист, критик, публицист эпохи романтизма и декабрист, происходивший из рода Бестужевых.

## Биография
Сын Александра Федосеевича Бестужева (1761—1810), издававшего вместе с И. П. Пниным в 1798 году «Санкт-Петербургский журнал» и составившего «Опыт военного воспитания относительно благородного юношества». Воспитывался в Горном корпусе, затем был адъютантом главноуправляющих путями сообщения генерала Бетанкура и герцога Вюртембергского и, наконец, с чином штабс-капитана перешёл в лейб-гвардии Драгунский полк.
7 мая 1824 года А. А. Бестужев написал П. А. Вяземскому:

Признаюсь Вам, князь, я пристрастился к политике — да как и не любить её в наш век — её, эту науку прав людей и народов, это великое, неизменное мерило твоего и моего, этот священный пламенник правды во мраке невежества и в темнице самовластия.

В 1824 году Бестужев был принят К. Рылеевым в «Северное общество». Во время восстания декабристов 14 декабря 1825 года Бестужев привел батальон Московского полка на Сенатскую площадь и был там одним из главных действующих лиц. Когда мятежники были рассеяны, Бестужев успел скрыться, но на следующий день сам явился на гауптвахту Зимнего дворца и повинился.
За участие в восстании был сослан в Якутск, а оттуда в 1829 году переведён на Кавказ солдатом (рядовым в черноморский № 10 батальон, с выслугою). Участвуя во многих сражениях Кавказской войны, он получил чин унтер-офицера и Георгиевский крест, а затем был произведён и в прапорщики. Погиб в стычке с горцами-адыгами, в лесу, на мысе Адлер; тело его не найдено.
Братья:
- Бестужев, Николай Александрович (1791—1855)
- Бестужев, Михаил Александрович (1800—1871)
- Бестужев, Петр Александрович (1804—1840)
- Бестужев, Павел Александрович (1808—1846)

Адреса в Санкт-Петербурге: 1824—1825 годы — дом Российско-Американской компании — набережная реки Мойки, 72.

## Литературная деятельность
На литературное поприще выступил в 1819 году со стихотворениями и небольшими рассказами, печатавшимися в «Сыне Отечества» и «Соревнователе просвещения», а в 1820 году был избран в члены петербургского Общества любителей российской словесности. В 1821 году напечатана отдельной книжкой его «Поездка в Ревель», а в 1823—1825 годах он вместе с К. Ф. Рылеевым, издавал альманах «Полярная звезда».
Этот альманах — по своему времени весьма замечательное литературное явление — был встречен общим сочувствием; вокруг молодых, талантливых и любимых публикой редакторов соединились почти все передовые представители нашей тогдашней литературы, включая и Пушкина, который из Одессы и потом из псковской своей деревни поддерживал с Бестужевым оживлённую переписку по литературным вопросам и посылал ему свои стихи. В «Полярной звезде» Бестужев выступил не только как романист («Замок Нейгаузен», «Роман в семи письмах», «Ревельский турнир», «Изменник»), но и как литературный критик: его обзоры старой и современной изящной литературы и журналистики обратили на себя общее внимание и вызвали оживлённую полемику.

### Литературная критика
Это было время, когда в русской литературе, благодаря в особенности произведениям Пушкина, был поставлен вопрос о форме и содержания художественного творчества — вопрос о так называемом «классицизме» и «романтизме». Все молодые и свежие литературные силы вслед за Пушкиным стали под знамя нового направления, которое окрестили названием «романтизма» и которое, в сущности, было практической проповедью свободы художественного вдохновения, независимости от признанных литературных авторитетов как в выборе содержания для поэтических произведений, так и в приёмах его обработки. Горячим и ревностным защитником этого направления явился и Бестужев.
Он резко и вместе с тем остроумно нападал на защитников старого псевдоклассицизма, доказывая, что век этого направления, как и создавшая его эпоха пудреных париков, миновали безвозвратно и что литературные староверы, продолжая загромождать словесность этой мертвечиной, только вредят и мешают свободному развитию дарований. Отрицание классических правил и приёмов, как ненужного старого хлама, и требование для поэтического творчества полной, ничем не стесняемой свободы — таковы были основные положения критики Бестужева. Идеальными типами поэтов-художников он ставил Шекспира, Шиллера, в особенности же Байрона и (впоследствии) Виктора Гюго. Не отличаясь глубиной взгляда, критические статьи Бестужева производили, однако же, сильное впечатление своей пылкостью, живостью и оригинальностью; они всегда вызывали более или менее оживлённый обмен мнений, всеми читались и обсуждались и, таким образом, будили в нашей литературе критическую мысль в то время, когда наша литературная критика была ещё, можно сказать, в зародыше. Белинский признал за этими статьями Бестужева «неотъемлемую и важную заслугу русской литературе и литературному образованию русского общества», прибавив к этому, что Б. «был первый, сказавший в нашей литературе много нового», так что критика второй половины 1820-х годов была во многих отношениях только повторением литературных обозрений «Полярной звезды».

### Литературная деятельность периода ссылки
Декабрьские события 1825 года на время прервали литературную деятельность Бестужева. Уже отпечатанные листы «Полярной звезды» на 1826 год с его статьёй были уничтожены. Сам он сначала был отвезён в Шлиссельбургскую крепость, а затем сослан в Якутск. Здесь он ревностно изучал иностранные языки, а также знакомился с краем, нравами и обычаями местных жителей; это дало содержание нескольким этнографическим его статьям о Сибири. Здесь же им начата повесть в стихах под заглавием «Андрей, князь Переяславский», первая глава которой, без имени и согласия автора, напечатана в Санкт-Петербурге (1828).
В следующем году Бестужев был переведён на Кавказ рядовым с правом выслуги. В первое время по приезде он постоянно участвовал в различных военных экспедициях и стычках с горцами, а к литературе получил возможность вернуться только в 1830 году. Работал и жил он в городе Дербенте в Дагестане. С 1830 года, сначала без имени, а потом — под псевдонимом Марлинский в журналах все чаще и чаще появляются его повести и рассказы («Испытание», «Наезды», «Лейтенант Белозор», «Страшное гадание», «Аммалат-бек», «Фрегат Надежда» и пр.), изданные в 1832 году в пяти томах под заглавием «Русские повести и рассказы» (без имени автора). Вскоре понадобилось второе издание этих повестей (1835 с именем А. Марлинского); затем ежегодно выходили новые тома; в 1839 году явилось третье издание, в 12 частях; в 1847 году — четвёртое. Главнейшие повести Марлинского перепечатаны в 1880-х годах в «Дешёвой библиотеке» А. С. Суворина. В июле-августе 1835 года лечился в Пятигорске.

### Оценка современниками
Своими произведениями Бестужев-Марлинский в короткое время приобрёл себе огромную известность и популярность в русской читающей публике. Всякая новая его повесть ожидалась с нетерпением, быстро переходила из рук в руки, зачитывалась до последнего листка; книжка журнала с его произведениями делалась общим достоянием, так что его повесть была самой надёжной приманкой для подписчиков на журналы и для покупателей альманахов. Его сочинения раскупались нарасхват и, что гораздо важнее, — ими не только все зачитывались — их заучивали наизусть. В 1830-х годах Марлинского называли «Пушкиным прозы», гением первого разряда, не имеющим соперников в литературе… Причина этого необыкновенного успеха заключалась в том, что Марлинский был первым русским романистом, который взялся за изображение жизни русского общества, выводил в своих повестях обыкновенных русских людей, давал описания русской природы и при этом, отличаясь большой изобретательностью на разного рода эффекты, выражался особенным, чрезвычайно цветистым языком, полным самых изысканных сравнений и риторических прикрас. Все эти свойства его произведений были в нашей тогдашней литературе совершенной новостью и производили впечатление тем более сильное, что русская публика, действительно, ничего лучшего ещё и не читала (повести Пушкина и Гоголя явились позже).

### Романтический стиль прозы Марлинского
В своих романах и повестях Марлинский явился настоящим «романтиком». В них мы видим стиль и приёмы, очень близко напоминающие немецкий Sturm und Drang 70-х годов XVIII века и «неистовую» французскую беллетристику школы В. Гюго (которым Марлинский всего больше увлекался). Как там, так и здесь — стремление рисовать натуры идеальные в добре и зле, чувства глубокие, страсти сильные и пылкие, для которых нет иного выражения, кроме самого патетического; как там, так и здесь — игра сравнениями и контрастами возвышенного и пошлого, благородного и тривиального; во имя презрения к классическим теориям и правилам — усиленная погоня за красивой, оригинальной фразой, за эффектом, за остроумием — словом, за тем, что на немецком языке эпохи Шиллера и Гёте называлось «гениальностью», а на языке поклонников и критиков Марлинского получило ироническое название «бестужевских капель».
Герои Марлинского выражают свою душевную бурю блестящим, риторическим языком, в театрально-изысканной позе; в них «всё, о чём так любят болтать поэты, чем так легкомысленно играют женщины, в чём так стараются притворяться любовники, — кипит, как растопленная медь, над которой и самые пары, не находя истока, зажигаются пламенем… Пылкая, могучая страсть катится, как лава; она увлекает и жжёт все встречное; разрушаясь сама, разрушает в пепел препоны, и хоть на миг, но превращает в кипучий котёл даже холодное море»… «Природа, — говорит один из этих героев Марлинского, — наказала меня неистовыми страстями, которых не могли обуздать ни воспитание, ни навык; огненная кровь текла в жилах моих»… «Я готов, — говорит другой, — источить кровь по капле и истерзать сердце в лоскутки»…

### Оценка Белинского и упадок славы Марлинского
Белинский определил Марлинского как талант внешний, указав этим и на главную причину его быстрого возвышения и ещё более быстрого падения в литературе.
В конце XIX века, в эпоху реализма и публицистического подхода к литературе, преобладало критическое отношение к прозе Марлинского. Словарь Брокгауза и Ефрона так оценивает его творчество:

Совершенное пренебрежение к реальной житейской правде и её требованиям (которые в ту пору никому из писателей даже и не снились) и полная искусственность, сочиненность и замысла, и его выполнения. Марлинский первый выпустил в нашу литературу целую толпу аристократически-изящных «высших натур» — князей Лидиных, Греминых, Звездиных и им подобных, которые живут только райским блаженством любви или адскими муками ревности и ненависти, — людей, «чело» которых отмечено особой печатью сильной страсти. <…> И ни в том, ни в другом, ни в десятом из этих эффектных героев в действительности нет ни капли настоящей крови, нет настоящей, реальной жизни, характера, типа. Все они — бледные и бесплотные призраки, созданные фантазией беллетриста-романтика и лишь снаружи прикрытые яркими блёстками вычурного слога. <…> В самом деле, им зачитывались и восхищались только до тех пор, пока в литературе не явилась свежая струя в повестях сначала Пушкина, потом — Гоголя, поставивших писателю совсем иные требования, практически указавших на необходимость свести литературу с её отвлечённых высот на почву действительной жизни. Как только эта необходимость была почувствована, как только читатель заявил о своём желании видеть в книге самого себя и свою жизнь без риторических прикрас — он уже не мог по-прежнему восхищаться «гениальностью» Марлинского, и любимый ими писатель скоро был оставлен и забыт.

### Влияние на литературу
Лучшими из повестей Марлинского считаются: «Фрегат Надежда», «Аммалат-бек» (посвящённая герою Кавказской войны, предводителю горцев Умалат-беку Буйнакскому), «Мулла-Нур» и «Страшное Гадание». В его повестях из кавказской жизни заслуживают внимания интересные картины природы и нравов, но действующие среди этой обстановки дагестанцы (горцы и равнинные тюрки) наделены чрезвычайно «неистовыми» байроновскими чувствами.
Стиль и характер Марлинского имели в своё время большое влияние на нашу изящную литературу. Не говоря о толпе эпигонов (не обладающих писательским талантом подражателей), произведения которых фактически представляли собой карикатуры на повести Марлинского, нельзя не заметить, что его манера до известной степени отразилась и в повестях Пушкина («Выстрел»), и в «Герое нашего времени» Лермонтова, и ещё более — в драмах последнего. «Творчество Марлинского сыграло немаловажную роль в истории русской литературы. Оно сильнейшим образом воздействовало на аристократическую часть дворянской литературы 1850-х годов и на творчество ряда писателей, только начинавших свою литературную деятельность Отметим в этом плане, с одной стороны, авантюрные повести Вонлярлярского (1850-е годы), „Марину из Алого Рога“ Маркевича (1872)], с другой стороны — „Спальню светской женщины“ Ив. Панаева (1832), „Счастливую ошибку“ Гончарова (1839) и др.»

## Экранизации
- «Князь Серебряный и пленница Варвара» (Российская империя, 1911) — экранизация повести «Наезды», персонажами которой являются князь Степан Серебряный и Варвара Васильчикова.
- «Рыцарский замок» — художественный фильм режиссёра Сергея Тарасова, снятый на киностудии «Мосфильм» при участии киностудии «Жанр» по повести «Замок Нейгаузен» в 1990 году. Премьера фильма состоялась в мае 1991 года.

## Память
- Мемориальный дом-музей А. А. Бестужева-Марлинского был открыт в 1988 году в Дербенте (ул. 8 магал .) в доме, где писатель жил в 1830—1834 годы[9].
- Переулок Бестужева в Липецке.
- Улица Бестужева в Сочи.
- Переулок Бестужева-Марлинского в Гагре, улица Бестужева-Марлинского.
- Парк имени Бестужева-Марлинского в Сочи.
- А. Бестужеву-Марлинскому посвящены повести Л. Раковского «Жизнь наперекор. Повесть о Марлинском» и В. Кардина «Минута пробужденья», очерк Н. Щукина «Александр Бестужев-Марлинский в Якутске».
- Улица Бестужева-Марлинского в Якутске
- Улица Бестужева-Марлинского в Дербенте
- Улица Бестужева во Владивостоке, в самом начале полуострова Эгершельд.
- Улица и переулок Бестужева в Киеве.
- Улица Бестужева в Нижнем Новгороде
- Мемориальный знак в честь декабриста А. Бестужева в деревне Выгоничи (Республика Беларусь, 25 км от Минска) был установлен в 1987 году к 150-летию со дня его смерти на месте бывшей усадьбы рода Водзевичей, где Бестужев проживал в 1821—1822 годах.
- Пьеса Константина Скворцова «Бестужев-Марлинский»[10][11].
- Рассказ Бориса Лавренёва «Лотерея мыса Адлер».
- Памятник писателю — декабристу в Адлере.

## Комментарии
1. ↑  В метрической книге [[Церковь Рождества Христова на Песках|церкви Рождества Христова что на Песках]] указаны дата рождения А. А. Бестужева — 1 ноября 1797 года и дата крещения 4 ноября. Дата обращения: 9 февраля 2017. Архивировано 11 февраля 2017 года.